# Nemetschek
Nemetschek SE er en tysk softwarevirksomhed, der udvikler software til arkitekter, ingeniører og byggeindustrien. Deres software benyttes til planlægning, design, byggeri, byggestyring og multimedier.
Virksomheden blev etableret af professor Georg Nemetschek i 1963 og hed oprindeligt Ingenieurbüro für das Bauwesen. I 1977 begyndte Nemetschek distributionen af sit første computerprogram Statik 97/77 til bygningskonstruktion.